# Kopriva, Sežana
Kopriva este o localitate din comuna Sežana, Slovenia, cu o populație de 168 de locuitori.